# Hunger (2001)
Hunger é um filme de 2001 escrito e dirigido por Maria Giese, baseado no romance homônimo de 1890 do autor norueguês Knut Hamsun.
Filmado na Dinamarca com um orçamento apertado, apresenta Joseph Culp e seu pai Robert Culp em um papel coadjuvante.
A trilha foi composta por Kazimir Boyle e Trevor Morris, que passaram a compor músicas para The Tudors e Vikings.